# (175629) Lambertini
(175629) Lambertini est un astéroïde de la ceinture principale.

## Description
(175629) Lambertini est un astéroïde de la ceinture principale. Il fut découvert le 19 septembre 2007 à Skylive par Fabrizio Tozzi et Mauro Graziani. Il présente une orbite caractérisée par un demi-grand axe de 2,71 UA, une excentricité de 0,30 et une inclinaison de 6,7° par rapport à l'écliptique.

## Compléments